# Fei Wo Si Cun
Fei Wo Si Cun (chino:匪我思存, Pinyin: Bandit Wo Sicun) es el seudónimo de la escritora china Ai Jingjing  (chino:艾晶晶). Nació  el 26 de diciembre de 1978 en Wuhan, Hubei, China. Ha publicado 18 novelas, 10 de las cuales han sido adaptadas a series de televisión. Una vez usó los nombres Si Cun y Fei Xiaocun,es escritora y guionista, se graduó de la Universidad de Hubei y es miembro del Décimo Comité Nacional de la Asociación de Escritores Chinos.

## Biografía
Nacida en una familia con un fuerte ambiente intelectual, a menudo leía "El sueño de las mansiones rojas" y las obras de Jin Yong y Qiong Yao en la escuela primaria. 
Cuando estaba en la escuela secundaria, sus padres no le permitían leer libros inactivos, por lo que los leía en secreto.
Aunque los estudios son intensos, los estudiantes de secundaria se pasan libros populares entre ellos.
Después de ingresar a la universidad en 1999, a menudo leía novelas románticas y se le ocurrían ideas para escribir.
Completó el prototipo de la novela "Crack Brocade" en la clase de matemáticas avanzadas y aceptó las opiniones de revisión de sus compañeros de cuarto de la universidad.

## Carrera
En el año 2000 entró en contacto con la literatura online.
En 2001, escribió un ensayo sobre "Dream of Red Mansions" en el foro "Red Learning".
En 2003, se convirtió en escritora firmado de Memory Square .
En julio de 2004, comenzó a serializarse la novela romántica moderna "Furong Mat", que fue amada por el público. 
Las obras representativas incluyen "Lonely Empty Court Spring Desire Evening", "Crack Brocade", "A Happy Day Like a Dream", "Love Like Stars".
En julio, bajo el seudónimo de Si Cun, Bandit Wo Si Cun serializó la novela romántica moderna "Furong Mat" en Jinjiang Original Network y la publicó con el nombre "Crack Brocade" en agosto de 2005, esta es también su primera novela.
En marzo de 2005, se publicó por entregas la antigua novela de amor "La corte solitaria y vacía", y el libro se publicó oficialmente en enero de 2006.
En septiembre de 2006, la novela romántica urbana serializada "Good Times Like a Dream" recibió una gran atención y se publicó en febrero de 2007.
Se unió a la Asociación de Escritores de Hubei el 26 de diciembre de 2014.
Se unió a la Asociación de Escritores Chinos en 2015 que estableció Shuangjie Films con la editorial Shen Yuying y comenzó la producción de muchos dramas de cine y televisión.
El 19 de enero de 2016, ganó el Premio de Literatura de Hubei otorgado por la Asociación de Escritores Provinciales de Hubei con novelas como "Brocado agrietado" y " Luna fría como escarcha ".
En julio de 2017, se publicó la novela de romance urbano "Love Like Stars".
El 21 de julio de 2018, Bandit Wo Si Cun se convirtió en vicepresidente del séptimo presidium de la Asociación de Escritores de Hubei.
En 2019, se transmitió el drama web "To Our Warm Hours" como productor.
En 2020, el drama web "The Rumored Chen Qianqian" se transmitirá con Bandit Wo Si Cun como el planificador principal.
El 23 de junio del 2021, la serie de televisión "Variety Flowers At Seaside" como guionista se estrenará en China continental. 
El 13 de abril del 2022, la serie de televisión "Le You Yuan" como guionista se estrenará en China continental, anunció oficialmente la alineación protagonista.

## Libros
- Crack Brocade《裂锦》
- Lonely courtyard in late spring《寂寞空庭春欲晚》
- Too late to say I love you《来不及说我爱你》
- If I do not meet you at this moment《如果这一秒我没有遇见你》
- Romantic Holidays Like Dreams《佳期如梦》
- Cold Moon Like Frost《冷月如霜》
- Moon at moment《当时明月在》
- Fragrant Coldness《香寒》
- Peach still laughing at spring breeze《桃花依旧笑春风》
- Mountains covered by snow in evenings《千山暮雪》
- Variety Flowers At Seaside《佳期如梦之海上繁花》
- Don't know when it is《景年知几时》
- Dong Gong《东宫》
- This Life《今生今世》
- Flowers Smiles《花颜》
- Bright《明媚》
- Bright Stars《星光璀璨》
- Siege in fog《迷雾》[1]

## Series de Televisión
- The Girl in Blue (2010)
- Too Late to Say Loving You (2010)
- Sealed with a Kiss (2011)
- Chronicle of Life (2016)
- Siege in Fog (2018)
- Goodbye My Princess (2019)
- Put Your Head On My Shoulder (2019)
- As Long As You Love Me (2020)
- Tears in Heaven (2021)
- Because of Love (2022)
- Wonderland of Love (2023)

## Eventos
El 26 de enero de 2018, Bandit Wosicun participó en la primera reunión de la 12.ª Conferencia Consultiva Política Provincial de Hubei Trabajo Social.
El 21 de julio de 2018, se convirtió en presidente del séptimo presidium de la Asociación de Escritores de Hubei.
El 16 de diciembre de 2021, se desempeñó como miembro del Décimo Comité Nacional de la Asociación de Escritores Chino.